# Velký Špičák
Velký Špičák este o arie protejată (arie specială de conservare — SAC, sit de importanță comunitară — SCI) din Republica Cehă întinsă pe o suprafață de 168,84 ha, integral pe uscat.

## Localizare
Centrul sitului Velký Špičák este situat la coordonatele 49°18′29″N 15°31′05″E / 49.308056°N 15.518056°E.

## Înființare
Situl Velký Špičák a fost declarat sit de importanță comunitară în aprilie 2005 pentru a proteja 1 specie de plante. Situl a fost protejat și ca arie specială de conservare în aprilie 2017.

## Biodiversitate
Situată în ecoregiunea continentală, aria protejată conține 2 habitate naturale: Păduri de fag Asperulo-Fagetum, Păduri pe pante, grohotișuri și ravene de Tilio-Acerion.
La baza desemnării sitului se află o specie protejată de  plante: mușchi (Dicranum viride).